# Kristina Gyllenstierna

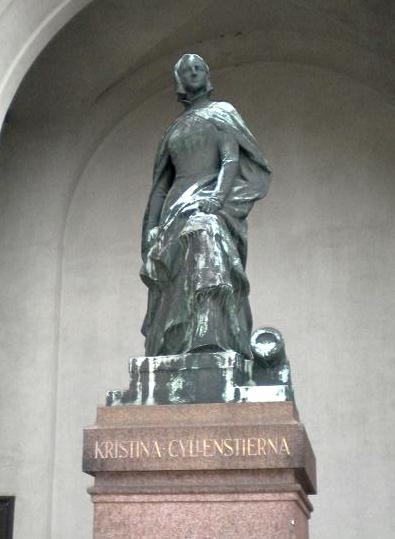
Kristina Gyllenstierna.

Kristina Nilsdotter de Fogelvik, heredera de Tullgarn, que posteriormente sería conocida como Kristina Gyllenstierna (en vida se la llamaba "Fru Kristina") (1494-1559), fue la esposa de Sten Sture el Joven, Regente de Suecia, y tras su muerte ella misma se convirtió en Regente y organizadora de la defensa y resistencia contra Dinamarca. Es una de las mujeres más importantes en la historia de Suecia, y se la considera una heroína nacional, con numerosos monumentos en su memoria.

## Linaje
Cristina era la bisnieta del rey Carlos VIII de Suecia (por vía paterna, pues su padre era el hijo menor de Kristina Karlsdotter Bonde, de quien Kristina recibió su nombre). En el año 1511 se casó con Sten Svantesson (que tomó el apellido de Sture) en parte para fortalecer la posición política de su familia.
Originalmente era de familia danesa: su abuelo Erik Eriksen de Demstrup ("Gyldenstjerne") procedía de un linaje juto-danés que se trasladó a Suecia con la Unión de Kalmar, un tratado que unió los reinos de Dinamarca y Suecia. Cuando la Unión comenzó a disolverse, debido a la resistencia de los suecos frente al rey de Dinamarca, Eric se alió con el futuro rey Carlos VIII. Como recompensa, la hija de Carlos, heredera de Fogelvik, se casó con Eric, que además se convirtió en primer condestable en la corte de Carlos.
La madre de Kristina era Sigrid Eskilsdotter de Venngarn, heredera de Lindholm (que tenía una hija de un matrimonio previo, Cecilia Månsdotter de Eka, (madre de Gustavo I)) y el padre de Kristina era Niels Eriksen, Señor de Tullgarn (también llamado Nils Eriksson y apodado Gyllenstjerna posteriormente). En resumen, la familia de Kristina pertenecía a la alta nobleza sueca del período de la Regencia.
Sten Sture, su marido, accedió a la regencia de Suecia bastante joven, tras la muerte de su padre Svante Nilsson, su predecesor. En su momento se produjo un intento de elegir a un rival Erik Trolle, un candidato más inclinado hacia los daneses y una figura más madura y experimentada.

## Rebelión y guerra
Sten Sture resultó mortalmente herido en la Batalla de Bogesund el 19 de enero de 1520 y el ejército danés avanzó sin oposición hacia la ciudad de Upsala, donde se habían reunido los miembros del Alto Consejo de Suecia. Los consejeros aceptaron jurar vasallaje a Cristián II de Dinamarca, con la condición de que los amnistiara por la rebelión y garantizara que Suecia sería gobernada de acuerdo con las leyes y costumbres suecas; a este efecto se firmó una convención entre el rey los consejeros suecos en 31 de marzo.
Mientras tanto, a la muerte de su marido, Kristina y sus partidarios se habían refugiado en Estocolmo, y el campesinado de Suecia central, empujados por su patriotismo, habían tomado las armas y derrotado a los invasores daneses en Balundsås el 19 de marzo, y finalmente, con grandes dificultades, consiguieron derrotar de nuevo a los daneses en la Batalla de Upsala, el viernes, 6 de abril de 1520.
En mayo llegó nuevamente la flota danesa y Estocolmo fue invadido por tierra y mar, pero Kristina resistió valiente el asedio durante cuatro meses y se preocupó, cuando aceptó la rendición el 7 de septiembre de 1520 de conseguir por adelantado una amnistía explícita y absoluta. Durante el asedio los sitiados habían sufrido grandes privaciones entre los muros.
Durante este período, Ebba Eriksdotter Bielke, defendió y dirigió la ciudad de Kalmar de la misma manera.

## Tras la derrota
El 1 de noviembre los representantes suecos juraron vasallaje al rey Cristián, que se coronó rey de Suecia en Storkyrkan e invitó a la nobleza a participar en las festividades de la coronación. En una de estas fiestas, incluso bailó con Kristina. Las festividades duraron tres días.
El 7 de noviembre, el rey Cristián convocó a la nobleza sueca a una reunión. La Dama Kristina, así como otras mujeres influyentes, también fueron invitadas. Cuando los nobles suecos llegaron, se cerraron las puertas y los guardias los mantuvieron en el interior. Entonces el rey acusó a todos los nobles de haber depuesto al arzobispo Gustav Trolle, un lealista danés. La Dama Kristina se adelantó y afirmó que el rey no tenía derecho a castigarlos por eso; el documento para deponer al obispo había sido firmado por todos los presentes, pero el rey había prometido amnistiar a todos los que habían participado en la rebelión y la deposición del arzobispo sueco había sido parte de la rebelión, así que no era posible castigar a quienes habían firmado. "Tenemos pruebas", añadió Kristina "el documento está aquí". En ese momento los nobles presentaron el documento de deposición del obispo, pero había un detalle jurídico que no habían considerado. La deposición de un obispo también era un crimen contra la iglesia, un delito de herejía; y el rey no tenía autoridad para perdonarlos por ello. Por lo tanto, podía castigar a la nobleza sueca por su rebelión sin romper su palabra de amnistía. Y de esta forma tomó represalias, que fueron conocidas como el Baño de sangre de Estocolmo. Los restos del marido de Kristina fueron exhumados de su tumba y quemado en público atados a un poste como si fuera un hereje, y su hermano Erik Nillson, Señor de Tullgarn, fue decapitado, así como otros muchos nobles suecos. Kristina se convirtió en heredera del legado de Tullgarn, aunque de poco le servía en ese momento.
Ninguna mujer fue ejecutada en el Baño de Sangre, pero Kristina estuvo cerca de la ejecución, porque después de todo fue considerada una gran traidora y había sido una de los líderes de la rebelión, y como tal el rey Cristián II la hizo juzgar en público y le dio a elegir si prefería ser quemada en la hoguera o enterrada viva. Ante esta elección Kristina fue incapaz de responder y se desmayó horrorizada. Esta demostración de debilidad quizás fue su salvación, pues los consejeros del rey le hicieron cambiar de opinión y le aconsejaron que la tratara como la “débil mujer” que era. En lugar de ser ejecutada, Kristina aceptó pagar una multa con gran parte de sus propiedades. Otra mujer que también casi resultó ejecutada fue Sigrid Eskilsdotter Banér, que fue condenada a muerte por ahogamiento si no pagaba una multa, y sólo aceptó pagar en el último momento.
Kristina, junto a varias nobles damas de Suecia (entre las que se encontraban Sigrid Eskilsdotter Banér y la madre y hermanas de Gustav Vasa) fueron llevadas y confinadas en la temida e infame "Torre Azul" del castillo de Copenhague, en Dinamarca. No fue hasta unos pocos años después que los nuevos reyes de Dinamarca y Suecia llegaron a un acuerdo y las nobles suecas regresaron a su país en 1525. Antes de su regreso, Kristina rechazó la proposición matrimonial de Søren Norrby.

## Últimos años y familia
En el año 1527 Kristina volvió a casarse con Johan Turesson, Señor de Falun. Cuando regresó, Gustavo Vasa la consideró una amenaza a su poder, pues la noble mujer se había convertido en un símbolo nacional, y el matrimonio fue concertado como una especie de retiro para ella, para que no volviera a participar en la política sueca.
Kristina tuvo dos hijos de su primer matrimonio con Sten Sture: Nils y Svante Sture, el segundo de los cuales se convertiría en el primer conde de Vestervik y Stegeholm por orden del rey Erico XIV de Suecia. De su segundo matrimonio con Johan Turesson, tuvo un hijo, Gustaf Johansson, que al mismo tiempo que su hermanastro se convertiría en conde de Enköping (el título posteriormente sería cambiado a condado de Bogesund). A través de los descendientes de estos dos condes, Kristina transmitió su linaje a la mayor parte de la nobleza sueca, e incluso en la propia dinastía real, con Carlos XVI Gustavo de Suecia.